# Cham Charūd
Cham Charūd (persiska: چم چرو, Chamcharū, چم چرود) är en ort i Iran.   Den ligger i provinsen Ilam, i den västra delen av landet, 500 km sydväst om huvudstaden Teheran. Cham Charūd ligger 750 meter över havet och antalet invånare är 184.
Terrängen runt Cham Charūd är varierad. Cham Charūd ligger nere i en dal. Runt Cham Charūd är det ganska glesbefolkat, med 39 invånare per kvadratkilometer. Närmaste större samhälle är Lūmār, 5,2 km sydväst om Cham Charūd. Omgivningarna runt Cham Charūd är i huvudsak ett öppet busklandskap.